# Tatort: Die apokalyptischen Reiter
Die apokalyptischen Reiter ist ein Fernsehfilm aus der Kriminalreihe Tatort der ARD und des ORF. Der Film wurde unter der Regie von Martin Gies von Radio Bremen produziert und am 24. Oktober 1999 im Programm Das Erste zum ersten Mal gesendet. Für Kriminalhauptkommissarin Inga Lürsen (Sabine Postel) ist es der 4. Fall, in dem sie ermittelt.

## Handlung
Ein religiöser Fanatiker hält die Hansestadt Bremen in Atem. Er schießt wahllos von einer Industrieanlage und droht, sie zusätzlich in die Luft zu sprengen. Kommissarin Inga Lürsen tritt ihm gekonnt entgegen und kann ihn entwaffnen. Zur gleichen Zeit droht ein unbekannter Anrufer mit einer technisch verstellten Computerstimme in einer TV-Show einen Mord an. Schon am nächsten Tag wird Karl Hinrichs tatsächlich Opfer dieses Mannes. Hinrichs wurde von einer herabstürzenden Waage erschlagen, was möglicherweise auf seine Vergangenheit anspielen soll. Als Vorstandschef hatte er Schuld daran, dass das „Nordstahl“-Werk Konkurs gegangen ist und deswegen über tausend Mitarbeiter ihren Job verloren haben. Noch während der Ermittlungen erklärt der Unbekannte, dass er mit Kommissarin Lürsen in der TV-Show spielen will. Um möglicherweise einen weiteren Mord zu verhindern, geht Lürsen auf die Forderung ein und begibt sich in die Live-Show. Der fremde Anrufer meldet sich und spricht von Gerechtigkeit, die er walten lassen will, und es wäre Zeit, dass die Schuldigen bestraft würden.
Ein Hinweis führt Lürsen zu dem Metallkünstler Benno Lorenz, dem nachweislich die Waage herstellte, durch die Hinrichs erschlagen wurde. Auf der Suche nach ihm stößt die Polizei auf einen zweiten Toten: Rainer Uerding, der Künstler eines aktuellen Werkes, das in einem Kunstverein ausgestellt wird, in welchem auch Hinrichs Mitglied war. Er wird ähnlich dramatisch, wie schon das erste Opfer, von Pfeilen durchbohrt, an einen Baum gebunden, aufgefunden. Für Lürsen ist das alles mehr als mysteriös. Der unbekannte Anrufer äußert sich später, dass Uerding mit seinem Bild die Welt beleidigt hätte. Sie sieht sich daraufhin in dem Kunstverein näher um und stößt dabei auf einen Holzschnitt von Albrecht Dürer: „Die apokalyptischen Reiter“, dem sehr wahrscheinlich die gerade geschehenen Morde nachgestellt worden sind. So wird kurze Zeit später der Leiter des Kunstvereins, Professor Kubitzky, von einem Schwert durchbohrt und mit abgetrenntem Kopf aufgefunden. Auch dieses Szenario findet sich in dem Holzschnitt. Der vierte apokalyptische Reiter tötet dort sein Opfer mit einer Mistgabel.
Bei allen Hinweisen hat Lürsen keine konkrete Spur. Der eingangs verhaftete Anton Müller ist geistig verwirrt und hat nichts mit den aktuellen Geschehnissen zu tun. Nachdem sich der unbekannte Anrufer erneut meldet und das Finale ankündigt, sieht es so aus, als ob Inga Lürsen selber dieses Vierte Opfer werden soll. Durch einen Zufall stößt die Kommissarin auf einen Fall aus ihrer Vergangenheit. Vor Jahren hatte sie einen Kunstfälscher hinter Gitter gebracht, der sich nach einigen Monaten in seine Zelle erhängt hatte. Alles deutet darauf hin, dass nun sein Sohn auf makabre Art und Weise dafür Rache nehmen will. Lürsen beschleicht eine vage Ahnung und trifft sich mit Michael Vogler, der ebenfalls Künstler und Mitglied in dem Kunstverein ist. Schon einige Zeit umgarnt sie der charmante junge Mann und ohne große Vorwarnung zeigt er jetzt sein wahres Gesicht. Er war neidisch auf Rainer Uerding, weil der Professor ihn vorgezogen hat und ihm einen Preis hat zukommen lassen, der seiner Meinung nach ihm zugestanden hätte. Da Lürsen allein mit ihm unterwegs ist, versucht sie ihrem Kollegen Tobias von Sachsen eine Nachricht zukommen zu lassen. Dieser begibt sich umgehend an den von Lürsen erwähnten Ort und kann sie retten, bevor Vogler, der immer mehr seine wahnsinnige Seite offenbart, sie als sein viertes Opfer umbringen kann. Michael Vogler wird daraufhin festgenommen und abgeführt.

## Hintergrund
Der Film wurde von Radio Bremen produziert und in Bremen,  Worpswede und der Umgebung von Bremen gedreht. Die Geschichte wurde passend zur Jahrtausendwende gewählt und greift die Weltuntergangsthematik auf. Der Episodentitel bezieht sich auf einen Albrecht-Dürer-Holzschnitt mit einer Szene aus der biblischen Johannes-Offenbarung. Thomas Koschwitz ist dabei in einer Gastrolle als Moderator einer Fernsehshow zu sehen.

## Rezeption

### Einschaltquoten
Die Erstausstrahlung von Die apokalyptischen Reiter am 24. Oktober 1999 wurde in Deutschland insgesamt von 7,24 Millionen Zuschauern gesehen und erreichte einen Marktanteil von 20,06 Prozent für Das Erste.

### Kritik
Die Kritiker der Fernsehzeitschrift TV Spielfilm beurteilen diesen Tatort mit dem Daumen nach oben und meinen: „Teils plump gespielt, aber durchaus fesselnd.“